# Coriolano (Beethoven)
A Abertura Coriolano (em alemão Coriolan-Ouvertüre),  op. 62, de Ludwig van Beethoven, é uma abertura sinfônica em dó menor, composta em 1807.
A princípio, estava destinada a ser música de cena para a tragédia Coriolanus, escrita em 1802, pelo dramaturgo austríaco Heinrich Joseph von Collin. A peça teatral de Collin fora inspirada na biografia de Coriolano, integrante da obra Vidas Paralelas, de Plutarco. Embora a ideia inicial fosse a de que Beethoven compusesse uma peça musical para acompanhar a obra teatral, Abertura Coriolano acaba por extrapolar os limites da música meramente programática,  incorporando-se  definitivamente ao repertório sinfônico.
A obra foi apresentada pela primeira vez em março de 1807, durante um concerto privado, na casa do Príncipe Franz Joseh von Lobkowitz. A Quarta Sinfonia e o Concerto para piano nº 4 também estrearam no mesmo evento.
Juntamente com Egmont (1810), op. 84 - composta como música de cena para a peça homônima de Goethe -, Coriolano é uma das mais célebres aberturas de Beethoven e, por seu valor expressivo e dramático, é também uma das obras mais representativas da vertente "heroica" do compositor.

## Argumento
A peça de Collin se inspira  na história de Gaius Marcius Coriolanus, general romano cognominado Coriolano por ter tomado a cidade Volscos|volsca]] de Corioli, em 493 a.C.. Exilado de Roma, depois de se ter envolvido numa violenta querela com os recentemente instituídos  tribunos da plebe, Coriolano se alia aos volscos, que anteriormente havia combatido, e convence-os  a romper o tratado firmado com Roma, organizando-se para uma invasão. Uma vez que as tropas volscas, conduzidas por Coriolano, passam a ameaçar Roma, as matronas  romanas, dentre as quais sua esposa, Volumnia, e  sua mãe, Vetúria, são enviadas para dissuadi-lo do ataque. Ao ver sua mãe, sua esposa e seus filhos se jogarem aos seus pés, Coriolano cede, reúne suas tropas na fronteira do território romano e se suicida. É nessa última parte da história que Beethoven se inspira para escrever sua obra.